# Alain Guillermou
Alain Guillermou (* 2. Januar 1913 in Toulon; † 24. Oktober 1998 in Paris) war ein französischer Romanist, Rumänist, Sprachpfleger und Übersetzer.

## Leben und Werk

### Universitätslaufbahn
Guillermou besuchte Gymnasien in Nizza und Paris (Lycée Louis-le-Grand). Er studierte an der École normale supérieure, bestand 1937 die Agrégation (Staatsprüfung für das höhere Lehramt) für Grammatik, war Gymnasiallehrer in Nizza, Vanves und Neuilly-sur-Seine und lehrte ab 1948 Rumänisch am Institut national des langues et civilisations orientales. Er habilitierte sich 1959 mit den Arbeiten Essai sur la syntaxe des propositions subordonnées dans le roumain littéraire contemporain (Paris 1962) und La genèse intérieure des poésies d'Eminescu (Paris 1963; rumänisch: Iași 1977) und war bis zu seiner Emeritierung 1978 Professor für Rumänisch an der Sorbonne.

### Sprachpflege des Französischen
Guillermou war von 1952 bis 1974 Herausgeber (mit Jacques Duron) und Chefredakteur der sprachpflegerischen Zeitschrift Vie et Langage. Daneben war er Generalsekretär des von Jacques Duron 1957 gegründeten Office du Vocabulaire Français (OVF), aus dem 1963 die Fédération du Français Universel hervorging, die (mit Guillermou als Präsident bis 1995, dann Roland Eluerd) ab 1965 die Biennalen der französischen Sprache veranstaltete (Namur 1965, Quebec 1967, Lüttich 1969, Menton 1971, Dakar 1973, Echternach 1975, Moncton 1977, Jersey 1979, Lausanne/Aostatal 1981, Lissabon 1983, Tours 1985, Marrakech 1987, Quebec 1989, Lafayette 1991, Avignon 1993, Bukarest 1995, Neuchâtel 1997, Ouagadougou 1999, Ottawa/Hull 2001, La Rochelle 2003, Brüssel 2005, Dakar 2007, Sofia 2009, Tallinn 2011, Bordeaux 2013). Von 1966 bis 1972 war er Mitglied im Haut Comité de la Langue Française.
1967 gründete Guillermou den Conseil International de la Langue Française (CILF), der mit wichtigen editorischen und organisatorischen Aktivitäten bis heute besteht, sowie weitere Zeitschriften: Foi et Langage (1976–1982) und La France en Français (1978–1981). Von 1973 bis 1998 führte er in der Tageszeitung Nice Matin eine puristische Sprachchronik.

### Übersetzungen
Guillermou übersetzte die Apokalypse aus dem Griechischen, Lermontov aus dem Russischen, Mircea Eliade und Liviu Rebreanu aus dem Rumänischen, sowie Ignatius von Loyola aus dem Spanischen.

### Ehrungen
Guillermou war Ehrendoktor der Universität Bukarest (1996), sowie Offizier der Ehrenlegion. Er erhielt 1966 den Grand prix du rayonnement français der Académie française.

## Veröffentlichungen (Auswahl)

### Monografien
- Manuel de langue roumaine. Paris 1953, 2003
- La vie de saint Ignace de Loyola. Paris 1956
- Saint Ignace de Loyola. Paris  1957
- St Ignace de Loyola et la Compagnie de Jésus. Éditions de Seuil, Paris 1960, 1965, 1991, 2007
  - Deutsche Ausgabe: Ignatius von Loyola. Übersetzt von Heinz Finé. Rowohlt, Reinbek bei Hamburg 1962
- (Hrsg.) Textes d'étude en langue roumaine. Paris 1960
- Les Jésuites. Presses Universitaires de France, Paris 1961, 1963, 1975, 1988, 1992, 2010  (Que sais-je ? 936; spanisch: Barcelona 1970; portugiesisch: Lissabon 1977; kroatisch: Zagreb 1992)
- Le Livre des saints et des prénoms. Paris 1976
- Au jardin des noms de famille. Digne-les-Bains 1993

### Übersetzungen
- Mircea Eliade: Forêt interdite. Aus dem Rumänischen übersetzt. Gallimard, Paris 1955